# Липоксигеназы
Липоксигеназы (англ. Lipoxygenases) — железо-содержащие ферменты, катализирующие реакцию диоксигенации (присоединение двух атомов кислорода) к полиненасыщенным жирным кислотам. Различные типы липоксигеназ найдены в растениях, животных и грибах. Они вовлечены в различные клеточные функции.
Общий вид катализируемой реакции:
жирная кислота + O2 = гидропероксид жирной кислоты

## Классификация
| Шифр КФ       | Фермент                     | полное название                          | реакция                                                                         |
| КФ 1.13.11.12 | липоксигеназа               | (линолеат:кислород 13-оксидоредуктаза)   | линолеат + O2 = (9Z,11E,13S)-13-гидропероксиоктадека-9,11-диеноат               |
| КФ 1.13.11.31 | Арахидонат-12-липоксигеназа | (арахидонат:кислород 12-оксидоредуктаза) | арахидонат + O2 = (5Z,8Z,10E,12S,14Z)-12-гидропероксиикоза-5,8,10,14-тетраеноат |
| КФ 1.13.11.33 | арахидонат 15-липоксигеназа | (арахидонат:кислород 15-оксидоредуктаза) | арахидонат + O2 = (5Z,8Z,11Z,13E,15S)-15-гидропероксиикоза-5,8,11,13-тетраеноат |
| КФ 1.13.11.34 | арахидонат 5-липоксигеназа  | (арахидонат:кислород 5-оксидоредуктаза)  | арахидонат + O2 = лейкотриен A4 + H2                                            |
| КФ 1.13.11.40 | арахидонат 8-липоксигеназа  | (арахидонат:кислород 8-оксидоредуктаза)  | арахидонат + O2 = (5Z,8R,9E,11Z,14Z)-8-гидропероксиикоза-5,9,11,14-тетраеноат   |

Липоксигеназы, действующие на арахидоновую кислоту, классифицируются по номеру атома углерода, который окисляется данным ферментом. Например, 15-липоксигеназа окисляет арахидоновую кислоту по 15-му атому, а 12/15-липоксигеназа способна окислить арахидонат по 12-му или 15-му атому.

## Структура
Кристаллическая структура липоксигеназы известна для фермента из соевых бобов (одного из наиболее распространённых источников фермента) и для липоксигеназы кролика. Липоксигеназа состоит из двух доменов: N-концевого и более крупного C-концевого, в котором расположен активный центр фермента. Протеолитическое разделение доменов приводит к потере каталитической активности. В активном центре железо закреплено координационными связями с Nε атомом гистидина и кислородом C-концевой карбоксильной группой.